# Syrphoctonus morio
Syrphoctonus morio är en stekelart som först beskrevs av Hellen 1949.  Syrphoctonus morio ingår i släktet Syrphoctonus och familjen brokparasitsteklar. Inga underarter finns listade i Catalogue of Life.